# Heinz Manger
Heinz Manger (* 18. August 1897 in Kassel; † 21. Juli 1977 in Hammersbach) war ein deutscher Polizist und SS-Führer, zuletzt Polizeipräsident in Münster und SS-Oberführer im Reichssicherheitshauptamt.

## Werdegang
Heinz Manger meldete sich nach dem Besuch des Oberrealgymnasiums am 3. April 1915 als Kriegsfreiwilliger und kam zur Luftschiff-Ersatzabteilung 5 in Liegnitz. Bevor er 1918 Vizefeldwebel und Offiziersanwärter wurde, durchlief er verschiedene militärische Luftschifffahrt-Abteilungen. Aus dem Militärdienst entlassen, studierte Manger Elektrotechnik an der polytechnischen Lehranstalt in Friedberg/Hessen. 
Manger trat zum 1. März 1932 der NSDAP bei (Mitgliedsnummer 989.322). Am 10. März 1933 wurde er SS-Anwärter in der 2. SS-Standarte (SS-Nummer 71.911) und mit dem Aufbau des Nachrichtentrupps des SS-Sturmbanns III/2 beauftragt. Am 1. April 1934 wurde er dessen Führer. Im Februar 1935 wechselte er in den Stab im SS-Hauptamt und war hier SS-Untersturmführer in der Hauptabteilung. Vom 30. Januar 1936 an nahm er die Funktion des Führers im Stab des SS-Hauptamtes ein und blieb bis zu seinem Wechsel zur Waffen-SS am 1. Januar 1940 in diesem Amt. Am 29. Mai 1942 übernahm Manger kommissarisch die Dienstgeschäfte des Polizeipräsidenten in Münster, im August 1943 wurde er definitiv Polizeipräsident und blieb bis zu seiner Verhaftung 1945 im Amt.
Manger wurde nach Kriegsende interniert und 1948 nach seiner Haftentlassung im Entnazifizierungsverfahren zu einer Haftstrafe von zweieinhalb Jahren verurteilt, die als verbüßt galt.

## Dienstgrade
- 20. August 1934 SS-Scharführer
- 9. November 1934 SS-Oberscharführer
- 24. Dezember 1934 SS-Hauptscharführer
- 20. April 1935 SS-Untersturmführer
- 30. Januar 1936 SS-Obersturmführer
- 20. April 1936 SS-Hauptsturmführer
- 20. April 1937 SS-Sturmbannführer
- 9. November 1937 SS-Obersturmbannführer
- 30. Januar 1939 SS-Standartenführer
- 1. Januar 1940 Obersturmbannführer Waffen-SS
- 30. Januar 1941 SS-Standartenführer Waffen-SS
- 6. Februar 1942 SS-Oberführer

## Auszeichnungen
- Eisernes Kreuz  II. Klasse
- Kriegsverdienstkreuz  II. Klasse  ohne Schwerter
- Ehrenkreuz für Frontkämpfer
- Ehrendegen des Reichsführers SS
- Totenkopfring der SS